# Ethacizine
Ethacizine (ethacyzine) là thuốc chống loạn nhịp nhóm Ic, liên quan đến moracizine. Nó được sử dụng ở Nga và một số nước thuộc cộng đồng các Quốc gia Độc lập khác để điều trị rối loạn nhịp thất nặng và/hoặc khó chữa, và đặc biệt là những bệnh nhân mắc bệnh tim hữu cơ. Nó cũng được chỉ định cho việc điều trị nhịp tim nhanh liên quan đến hội chứng Wolff-Parkinson-White.
Nó được sản xuất dưới tên thương hiệu Ethacizin (Этацизин) bởi Olainfarm.